# À l'épreuve du lycée
A l'épreuve du lycée (Nowhere Safe) est un téléfilm américain réalisé par Brian Brough, diffusé en 2014.

## Synopsis
Victime de fausses accusations et physiquement agressée dans son lycée, Ashley déménage avec sa mère dans une autre ville. Elle y rencontre Max, un élève régulièrement harcelé par un certain Nick et sa bande d'amis. Lors d'une soirée, celles qui l'ont harcelée la retrouvent…

## Fiche technique
- Titre original : Nowhere Safe
- Réalisation : Brian Brough
- Scénario : Brittany Wiscombe
- Photographie : Brian Sullivan
- Musique : James Schafer
- Durée : 90 min
- Date de diffusion :
  -  France : 25 septembre 2014 sur TF1

## Distribution
- Natasha Henstridge (VF : Marjorie Frantz) : Julie Johnson
- Jamie Kennedy (VF : Ludovic Baugin) : Kevin Carlisle
- Danielle Chuchran (VF : Camille Donda) : Ashley Evans
- Caitlin E.J. Meyer (VF : Agnès Cirasse): Lisa
- Shona Kay : Math Teacher
- James Gaisford (VF : Fabrice Trojani) : Nick
- Angelique Cooper : Alana
- Tatum Chiniquy (VF : Fily Keita) : Carrie